# Oggy et les Cafards
Oggy e as Baratas Tontas é uma série de desenho animado francesa ("Oggy et les Cafards") criada pela Gaumont Film Company (antigamente) e Xilam.
Nos Estados Unidos, a série estreou pela Nickelodeon em 2015, depois foi exibido pelo Nicktoons. A série também estreou pela extinta Fox Kids nos anos 90 aos anos 2000.
No Brasil, a série estreou em TV fechada na Fox Kids em 1998. A série depois foi mais tarde repetida na TV fechada, tanto no Cartoon Network em 2012 e no TV Boomerang (conhecido hoje Cartoonito) no resto de janeiro de 2010 até ao dia 28 de fevereiro de 2020. Na TV aberta, foi exibida pela TV Globo no bloco Angel Mix. Foi também exibido em TV fechada pelo Tooncast.
Em Portugal, foi exibida pela SIC no início dos anos 2000 no bloco Buéréré e mais tarde exibida pela SIC K em 2011, mas o canal parou de exibir a série em meados de 2020. Também é exibido pelo Boomerang, mas também parou de ser exibido.

## Sinopse
Oggy, um gato, preguiçoso e azul, costuma passar seus dias assistindo TV e comendo, mas há em sua casa 3 baratas que perturbam a sua paz: Joey, Dee Dee e Marky. Eles comem a comida do Oggy. O trio adora complicar a vida de Oggy e de seu primo Jack.

## Personagens
Os principais personagens são:
- Oggy: um gato azul que sempre está correndo atrás das três baratas.
- Olivia: uma gata branca que sempre está apaixonada pelo Oggy.
- Wendy: é a avó do Oggy. Ela também ajuda a pegar as baratas.
- Joey: a barata roxa e rosa. É o líder do trio.
- Marky: uma barata cinza e verde, e não é muito inteligente.
- Dee Dee: uma barata violeta e alaranjada, é muito comilão.
- Jack: é o primo de Oggy. É verde, metido e sempre está com Oggy para combater as três baratas.
- Monica: Gata azul, namorada de Jack, irmã de Oggy, e adora esportes radicais.
- Bob: Cachorro marrom, e sempre que Oggy cai lá ele leva uma surra do Bob.